# India Pale Ale

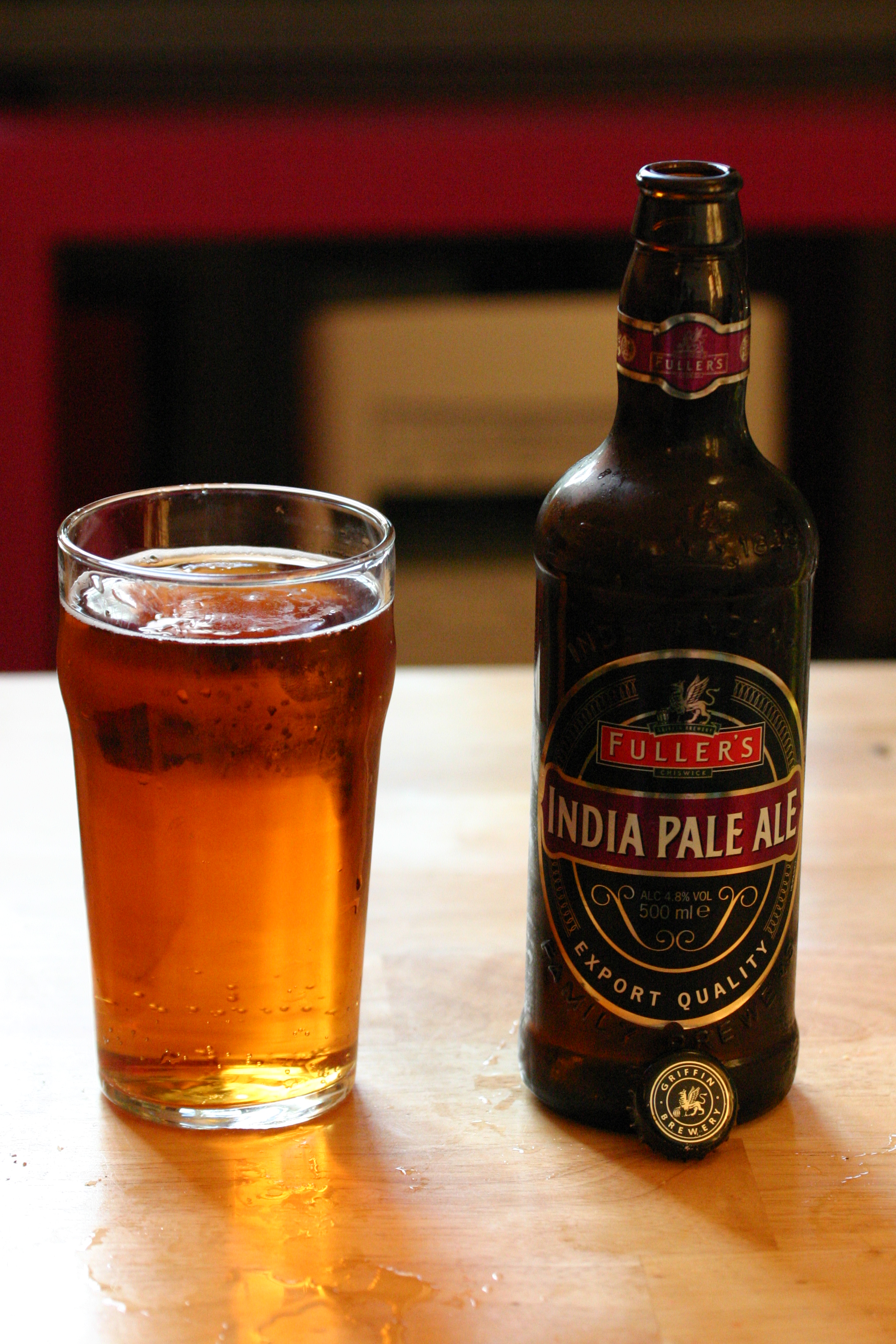
India Pale Ale.

India Pale Ale (IPA) is een bierstijl binnen de categorie Pale ale. Het is een  extra hoppig en (vaak) extra bitter bier en werd voor het eerst gebrouwen in Engeland in de 19e eeuw en was bestemd voor de Londense markt.
De naam India Pale Ale werd al gebruikt in een advertentie in de Liverpool Mercury, gepubliceerd op 30 januari 1835. Waarschijnlijk werd deze bierstijl voordien aangeduid als pale ale as prepared for India, India Ale, pale India ale of pale export India Ale. Hiervoor zijn echter weinig bewijzen te vinden en in de meeste gevallen sprak men enkel van Pale Ale. In oktober 1824 was de volgende advertentie te vinden in de Caledonian Mercury newspaper: "Ale and Table Beer – Brunton & Anderson respectfully announce that they continue to carry on business under the same management as formerly, in the old-established brewery, 37 North Back of Canongate, Edinburgh, many years occupied by Messers Younger and Somervail. … NB PALE ALE for India made to order". In het boek The Brewing Industry in England, 1700-1830 van Peter Mathias is er ook sprake van dat Barclay Perkins, een Londense brouwer brew "India Ale" from 1799 onwards, volgens de boekhouding.

## Geschiedenis

### Het verhaal
Vanaf de 17e eeuw had Engeland veel overzeese koloniën en al het bier voor de Engelse soldaten en burgers werd met behulp van schepen naar de andere kant van de wereld gebracht. Een zeilschip was bijna vijf maanden onderweg naar India - te lang om het gewone bier goed te houden. Nu wisten de Engelse brouwers dat het bier langer houdbaar bleef door er meer hop aan toe te voegen en het alcoholgehalte te verhogen. Vandaar dat al het exportbier wat zwaarder gehopt werd en daardoor bitterder was. Zo ontstond gedurende de 18e eeuw India Ale. Veel later ontstond India Pale Ale. Voor dit verhaal zijn echter geen bewijzen gevonden. Er werden vanaf de jaren 1700 veel bieren met succes naar India getransporteerd. Scheepsmanifesten en advertenties tonen aan dat "small beer", tafelbier, bruine ales, porter, cider en Madeira in grote hoeveelheden werd getransporteerd en in goede conditie aankwam. De Engelse brouwers hadden in die tijd nog geen kennis over gistmanagement maar ze wisten uit ervaring dat zwaarder bier lange tochten beter doorstond en ook dat hop een goed bewaarmiddel was.

### De feiten
Er werden verschillende soorten bier naar India geëxporteerd waarvan de Londense porter het belangrijkste was, maar ook tafelbieren en een "stock bitter" of "October Beer", een blond sterk gehopt bewaarbier, soms ook gewoon pale ale genoemd. Porter was het meest populaire bier in India en werd vooral door de soldaten gedronken terwijl de rijkere klassen, de officieren en hooggeplaatsten van de Britse Oost-Indische Compagnie (East India Company) de voorkeur gaven aan de pale ales. De Britse Oost-Indische Compagnie werd op 31 december 1600 opgericht en werd met een zeventigtal schepen al snel een belangrijke speler voor de handel tussen Groot-Brittannië en de kolonie in India. In 1752 richtte George Hodgson de eerder kleine Bow Brewery op in Londen. De brouwerij was gunstig gelegen in Blackwall aan de Theems niet ver van de dokken waar de schepen van de Britse Oost-Indische Compagnie aanmeerden en de officieren kwamen zich bij Hodgson met bier bevoorraden. Omdat Hodgson de officieren krediet verleende en de prijzen laag hield werd de brouwerij succesvol en exporteerde in 1813 heel wat bier naar India. Bieronderzoekers en historici stelden vast dat Hodgson geen speciaal hoogalcoholisch sterk gehopt bier brouwde voor India zoals eerder werd aangenomen. Hodgson begon in 1821 echter de prijzen te verhogen, stond geen krediet meer toe en vestigde zichzelf als rederij om zelf het bier te exporteren waardoor de Britse Oost-Indische Compagnie op zoek ging naar andere brouwerijen. Vanaf 1740 tot begin jaren 1820 werd er ook grote hoeveelheden bier zoals Londense porter en Burton Ale, een donker, zoet bier uit Burton upon Trent, naar Rusland geëxporteerd. In 1822 legden de Russen echter zeer hoge importtaksen op buitenlands bier waardoor deze handel volledig stilviel. Deze gebeurtenis viel samen met het moment dat de Britse Oost-Indische Compagnie op zoek ging naar andere brouwers. Samuel Allsopp uit Burton upon Trent ging maar al te graag in op het voorstel om zo het verlies van de Russische markt te compenseren en bovendien was het water in Burton upon Trent geschikter voor het brouwen van blond bier. De Bow Brewery werd daardoor buitenspel gezet en probeerde via de advertentie in de jaren dertig de eigen binnenlandse markt te overtuigen waarbij de naam India Pale Ale voor de eerste maal genoemd werd. Maar toen in 1839 de spoorlijnen tussen Burton en Londen werden aangelegd, raakten de bieren van onder andere Bass en Allsopp erg goedkoop tot in Londen, wat het einde betekende voor de Bow Brewery en in 1849 stond de brouwerij leeg.

## België en Nederland
Heel wat (micro)brouwerijen in België en Nederland brouwen hun eigen (Double) IPA bieren.
In 2010 gaf de Nederlandse brouwerij De Molen het recept van hun IPA Vuur & Vlam aan andere brouwerijen in Nederland (Emelisse), België (Alvinne, De Struise Brouwers), Denemarken (Midtfyns Bryghus, Mikkeller), Engeland (Marble) en Noorwegen (Nøgne Ø), die elk hun eigen Vuur & Vlam op de markt brachten. In een paar jaar tijd werden al meer dan honderd verschillende IPA's gebrouwen in Nederland en België.

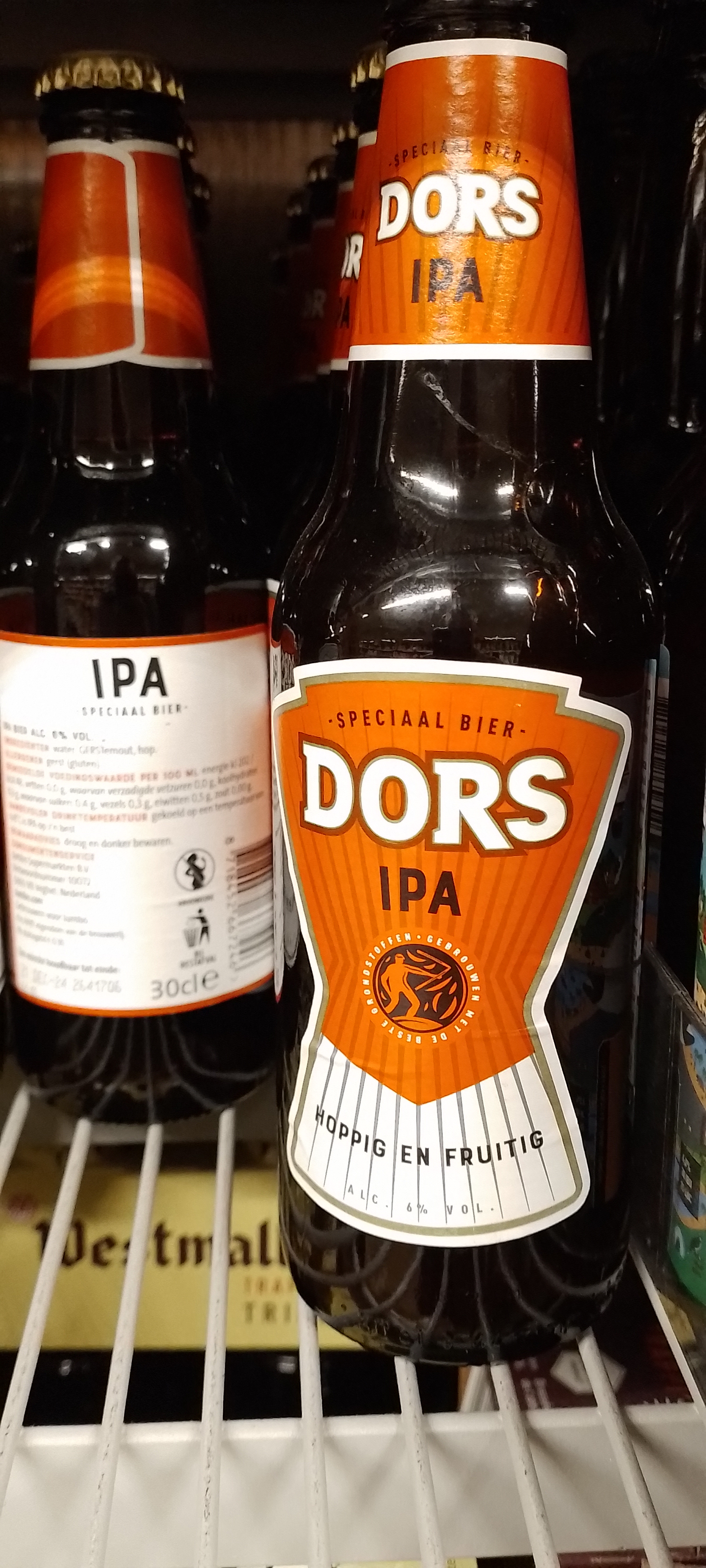
Een Nederlandse IPA uit Veghel

## Black IPA
De Black IPA of Cascadian Dark Ale (CDA) is een recentere variant van IPA, met een karakteristieke zwarte kleur, te danken aan het gebruik van geroosterde mout, maar met het typisch aroma van de IPA-bieren.
'Cascadian' verwijst naar de Cascade Mountain Range, waar de cascade-hop geteeld wordt. Dit is een aromahop, waarvan de geur zeer sterk lijkt op citrus of grapefruit.

## Double and Triple India Pale Ale
Double IPA (DIPA), ook bekend als Imperial India Pale Ale (IIPA), is een sterke, hoppige stijl van Pale Ale. Deze bieren hebben een hoog gehalte aan mout en hop en een alcoholgehalte van minstens 7%. De bitterheidsgraad ligt boven de 60 EBU.
De eerste DIPA werd gebrouwen in 1994 door Vinnie Cilurzo, brouwmeester van de Russian River Brewing Company (Santa Rosa) (Californië). Cilurzo beweert dat hij per ongeluk 50% te veel mout in zijn maischketel deed. Hij corrigeerde zijn fout door 100% meer hop toe te voegen en creëerde daardoor deze bierstijl. Niet enkel in Amerika, maar ook in Nederland (Emelisse, De Molen), België (De Struise brouwers, De Proefbrouwerij), Canada, Groot-Brittannië en de Scandinavische landen wordt DIPA gebrouwen.
In 2012 was de bitterste DIPA in België Elliot Brew, met een bitterheid van 163 EBU. Het werd gebrouwen door De Struise Brouwers in samenwerking met Mikkeller in Denemarken.
Veel van de sterkere DIPA's zouden geklasseerd kunnen worden als American Barleywines of Triple IPA's. De (onofficiële) basisrichtlijn voor een Triple IPA versus een IPA zou zijn: 100% meer mout en 200% meer hop.